# Georges Durand-Viel
Pour les articles homonymes, voir Georges Durand (homonymie) et Durand.
Georges Durand-Viel né le 11 mars 1875 au Havre (Seine-Inférieure) et mort le 9 octobre 1959 à Reims (Marne),est un officier général de la Marine française. Chef d'état-major général de la marine et vice-président du Conseil supérieur de la marine (mai 1931), il joue un rôle primordial dans la construction et l'entraînement de la flotte et a mené de nombreuses études scientifiques. Il a présidé le Bureau des Longitudes et été à la tête de la Société du Canal de Suez.

## Biographie
Il entre à l'École navale en octobre 1892 et en sort aspirant de 1re classe en octobre 1895. Il participe alors à une campagne en Extrême-Orient sur le Bayard (1896-1897).
Enseigne de vaisseau (octobre 1897), il sert sur le cuirassé Charles Martel en Méditerranée puis, breveté du bataillon d'apprenti fusiliers de Lorient (1899), passe sur le croiseur Cassard.
Officier instructeur sur l'Élan à l’École de pilotage (1901), il est breveté torpilleur (1902) et se fait mettre en congé pendant une année (1903) pour travailler comme ingénieur chez son beau-père Augustin Normand.
En 1904, il est affecté comme second du groupe Perle-Esturgeon à la station des sous-marins de Toulon où il commande le sous-marin Gymnote pendant les manœuvres de l'escadre et assure le transport, à bord du croiseur Foudre, des deux bâtiments (1905).
Lieutenant de vaisseau (avril 1906), il commande le sous-marin Aigrette à Cherbourg (juillet) et publie plusieurs études techniques sur les différents types de moteurs à explosion, à gaz et à pétrole. Il travaille alors à l'amélioration des appareils en service sur les sous-marins, cherche à en diminuer la fragilité, étudie les matériels d'artillerie, invente la lunette de pointage qui porte son nom, analyse les méthodes de tir, les périscopes, conseille l'adoption des turbines à engrenages et dresse même les plans d'un cuirassé rapide, premières ébauches du Dunkerque (1932).
En 1908, il est élève officier de l’École de canonnage sur le Pothuau et embarque en 1909 sur le cuirassé Brennus à Toulon avant de devenir officier canonnier sur le cuirassé Démocratie en septembre 1909 et de se distinguer lors des tirs d'honneur. En juillet 1911, il est envoyé au cabinet du ministre de la Marine Delcassé pour suivre les questions de personnel.
Élève de l’École supérieure de marine (1912) dont il sort breveté avec les félicitations du ministre, il sert ensuite en armée navale comme aide de camp de l'amiral Lacaze sur le Mirabeau et le Voltaire, service qu'il entrecoupe d'un poste d'officier d'ordonnance du ministre en 1913.
En février 1915, il commande le torpilleur Lansquenet et participe aux opérations en Adriatique. En novembre 1915, il devient de nouveau officier d'ordonnance de l'amiral Lacaze devenu ministre de la Marine puis chef de la section militaire du cabinet (avril) où il prépare les instructions sur la lutte anti-sous-marine.
Capitaine de frégate (avril 1916), il commande en octobre 1917 le torpilleur Touareg et une division du Levant et se montre excellent diplomate lors d'une mission qui lui est confiée à Fiume en 1918. Promu capitaine de vaisseau en avril 1919, il commande en juillet le cuirassé Provence et s'impose lors du procès des mutins du cuirassé France.
Chef du cabinet militaire du ministre Guist'hau (janvier 1921), il commande en mars 1922, de nouveau le Provence puis, élève de l’École de guerre et du Centre des hautes études navales (janvier 1923), il est nommé sous-chef d'état-major en mai.
Contre-amiral (mars 1924), chef du cabinet militaire du ministre (avril), il est à la tête du secteur maritime de Toulon en 1925 ainsi que de la division des écoles de Méditerranée sur la Patrie.
Directeur de l’École de guerre et du Centre des hautes études navales (février 1927), il est promu vice-amiral en mars 1928 et commande en chef en octobre 1929, la 1re escadre avec pavillon sur la Provence.
Chef d'état-major général de la marine et vice-président du Conseil supérieur de la marine (mai 1931), il joue un rôle primordial dans la construction et l'entraînement de la flotte et mena de nombreuses études scientifiques. Sous son égide et avec une équipe d'ingénieurs de premiers plans (Abrial, Decoux, Godfroy, Morris), furent ainsi mis au point les cuirassés type Dunkerque et Richelieu, les croiseurs type La Galissonnière, les contre-torpilleurs type Mogador, les torpilleurs type Hardi et Fier.
Étienne Taillemite écrit à son sujet : « Animateur de premier ordre, marin complet, esprit d'une immense culture et d'une grande rigueur morale [...]. Grâce à lui, la marine française disposait en 1939 d'une force de Raid, articulée autour des cuirassés Dunkerque et surtout Strasbourg, unique au monde par sa vitesse et sa puissance de feu ».
Élu à l'Académie de marine en avril 1932 qu'il présidera en 1942, puis à l'Académie des sciences en juin 1935, il prend sa retraite en mars 1937.
Vice-président de la Compagnie du canal de Suez dont il refuse la présidence en 1948 à cause de son âge, Durand-Viel fut administrateur de plusieurs sociétés et président du Yacht Club de France.
Maurice de Broglie lit à l'Académie des sciences le 14 octobre 1959 un discours sur ses funérailles.

## Distinctions
- Médaille militaire (20 mai 1936)[3]
- Grand-croix de la Légion d'honneur (30 décembre 1933)
- Croix de guerre 1914–1918
- Médaille commémorative du Maroc
- Commandeur de l'ordre royal du Cambodge

## Œuvres
On lui doit de nombreux articles et mémoires scientifiques ainsi que l'étude historique Les Campagnes navales de Mohammed Aly et d'Ibrahim, publiée en 1935.